# مادهو شاليني
مادو شاليني (بالإنجليزية: Madhu Shalini)‏ هي ممثلة وعارضة هندية، وكانت بدايتها في أفلام التيلجو والتاميلية، بالإضافة إلى عملها كمقدمة تيلفزيونية سابقا.

## حياتها
ولدت مادهو شاليني في حيدر أباد، تيلانجانا، والدها حميد هو رجل أعمال ووالدتها راج كوماري داعية وراقصة كلاسيكية. قبل أن تشارك في مسابقة للجمال التي فازت بها وكانت هي السبب الذي مهد طريقها للحصول على مهنة عرض الأزياء بعد أن عملت مذيعة التلفزيون لفترة قصيرة، سرعان ما تحولت للعمل في الأعمال السينمائية وتحولت لممثلة.

## روابط خارجية
- مادهو شاليني على موقع IMDb (الإنجليزية)
- مادهو شاليني على موقع قاعدة بيانات الفيلم (الإنجليزية)